# Dimorphia setulosa
Dimorphia setulosa är en tvåvingeart som först beskrevs av Stein 1918.  Dimorphia setulosa ingår i släktet Dimorphia och familjen husflugor. Inga underarter finns listade i Catalogue of Life.